# 1943 في البرازيل
فيما يلي قوائم الأحداث التي وقعت خلال عام 1943 في البرازيل.

## رياضة
- 1 يناير – بطولة باوليستا 1943 الفائز نادي ساو باولو.
- 1 يناير – بطولة كاريوكا 1943 الفائز نادي فلامنغو.

## مواليد

### يناير
- 1 يناير – آنا ماريا باتشيكو فنانة برازيلية.
- 1 يناير – واندا بيمنتل فنانة برازيلية.
- 5 يناير – باولو إنريكي سوزا دي أوليفيرا لاعب كرة قدم برازيلي.
- 7 يناير – روبرتو دياز لاعب كرة قدم برازيلي.
- 15 يناير – أرنالدو سيزار كويلو لاعب كرة قدم برازيلي.

### فبراير
- 24 فبراير – ألدو بيرسيك سباح برازيلي.
- 25 فبراير – ويلسون دا سيلفا بياتسا لاعب كرة قدم برازيلي.
- 27 فبراير – كارلوس ألبرتو بيريرا لاعب كرة قدم برازيلي.
- 27 فبراير – كارلوس سيزار

### مارس
- 20 مارس – دارلين غلوريا ممثلة برازيلية.
- 21 مارس – ريناتو ماتشادو صحفي برازيلي.
- 28 مارس – دينلسون كوستوديو ماتشادو لاعب كرة قدم.

### أبريل
- 15 أبريل – سيرجيو أرودا دبلوماسي برازيلي.

### يونيو
- 11 يونيو – كوتينيو لاعب ومدرب كرة قدم برازيلي.

### يوليو
- 5 يوليو – خوسيه لويز بيريرا لاعب كرة قدم برازيلي.
- 31 يوليو – روبيرتو ميراندا لاعب كرة قدم برازيلي.

### سبتمبر
- 7 سبتمبر – خوسيه كارلوس غاسبار فيريرا لاعب كرة قدم برازيلي.
- 14 سبتمبر – ماركوس فالي موسيقي برازيلي.
- 19 سبتمبر – سيزار كامارغو ماريانو
- 19 سبتمبر – موريلو راموس كرايغر كهنوت برازيلي.
- 27 سبتمبر – آنا كارولاينا

### نوفمبر
- 26 نوفمبر – روي فالكاو سياسي برازيلي.

## وفيات

### فبراير
- 20 فبراير – إليزه هوستون (مواليد 1902) مغنية برازيلية.